# Benjamin Samuel Philipps

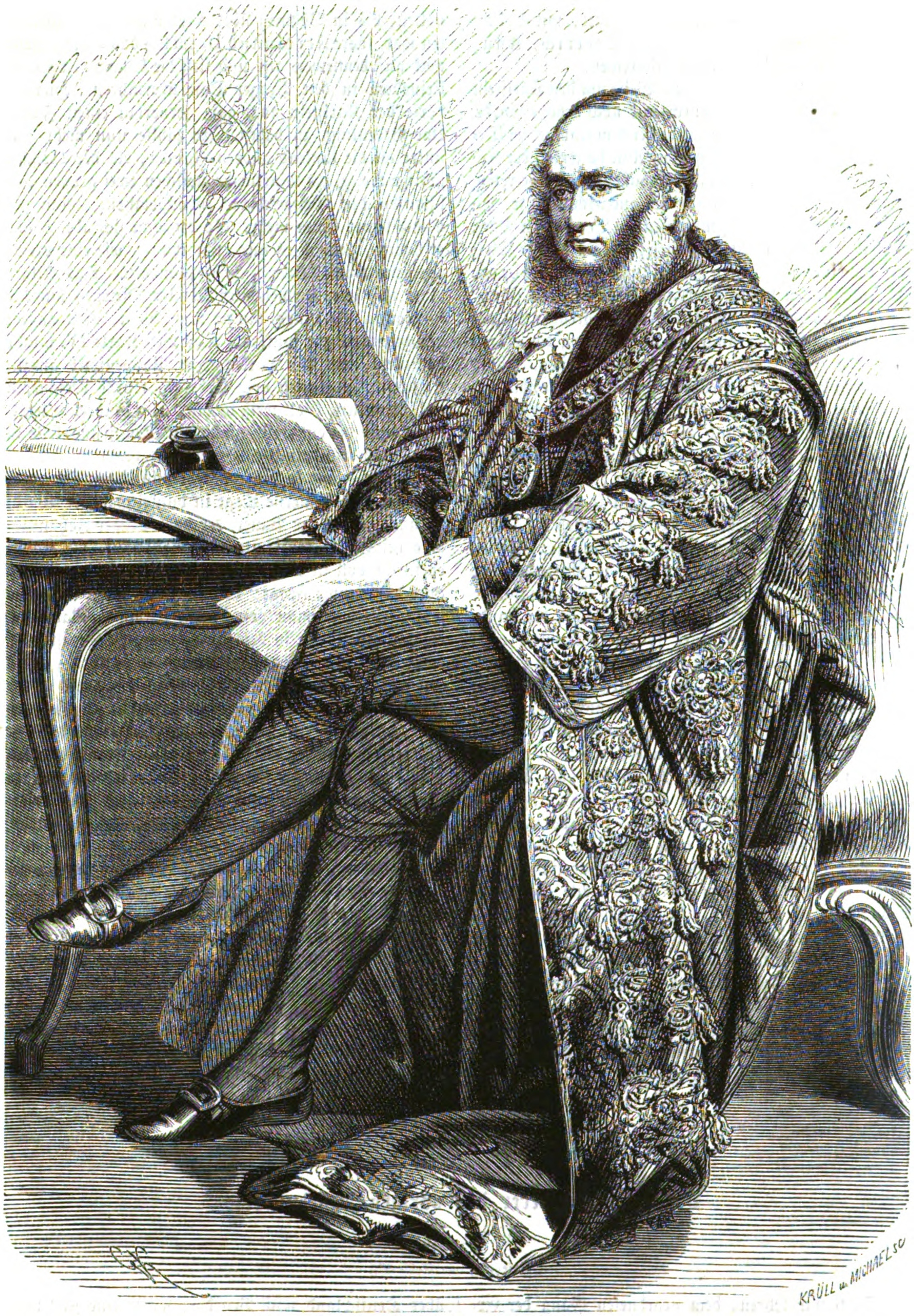
Benjamin Samuel Philipps, 1866. Grafik von Krüll und Michael.

Sir Benjamin Samuel Philipps (* 1811 in London; † 9. Oktober 1889 ebenda) war ein englischer Unternehmer, Vorkämpfer der jüdischen Emanzipation in England sowie von 1865 bis 1866 Lordmayor von London. Er war unter anderem Präsident der Hebrew Literary Society und Vizepräsident der Anglo Jewish Association.
Am 28. Dezember 1866 wurde er als Knight Bachelor geadelt.